# DCI Database for Commerce and Industry
Die DCI Database for Commerce and Industry AG (DCI AG) ist eine börsennotierte Aktiengesellschaft mit Sitz im oberbayerischen Starnberg. Sie ist im E-Commerce-Bereich tätig und bietet Push-Marketing-Lösungen an; dazu gehörten E-Mail-Marketing-Plattformen und das vom Unternehmen entwickelte WAi-Infoboard, eine E-Mail-to-Web-Technologie. Nach Übertragungen auf Tochtergesellschaften nimmt die DCI AG zunehmend eine Rolle als Holding ein.
Neben der AG als Obergesellschaft gehören zum DCI-Konzern noch die 100 % Tochtergesellschaft Content Factory 1 GmbH (CF1 GmbH), in die mit Wirkung zum 31. Dezember 2018 der Geschäftsbereich Content und Data Services inklusive der Lösung Webtradecenter sowie die Beteiligung an der DCI Database for Commerce and Industry Romania SRL mit Sitz in Brașov eingebracht wurden. Weiterhin ist die DCI AG an der Gesellschaft plugilo Inc., Delaware zu 100 % beteiligt, in welche zum 23. Dezember 2016 die Entwicklung der plugilo Lösung sowie die WAI Technologie (einschließlich der WAI-Patente und der plugilo Schutzrechte) von der DCI AG übertragen wurden. Im Dezember 2023 hat sich die DCI AG mit ⅓ an der neu gegründeten Dishbrain GmbH beteiligt welche sich um den Aufbau eines KI-Expertennetzwerks bemüht.
Die Aktie des Unternehmens war im Regulierten Markt der Börse München notiert. Heute wird sie im Freiverkehr gehandelt und ist Teil des Münchner m:access-Segments. 

## Geschäftsbereiche

### DCI AG
Seit 30 Jahren betreibt die DCI E-Mail-Marketing für die ITK-Branche. In diesem traditionellen Kerngeschäft des Unternehmens werden im Kundenauftrag E-Mail-Sendungen verschickt. Dabei greift die DCI AG auf einen eigenen Verteiler sowie zugekaufte externe Verteiler zurück. Die Abwicklung erfolgt zunehmend über die Tochtergesellschaft plugilo Inc.

### Content Factory 1 GmbH
Die Content Factory 1 GmbH bietet umfassende Content-Dienstleistungen und eine ITK-CE-Datenbank an. Diese Services ermöglichen Herstellern, ihre Produktdaten optimal aufzubereiten und dem Markt zugänglich zu machen, wodurch das volle Potenzial ihrer Online-Präsenz und eCommerce-Angebote ausgeschöpft wird. Ziel ist es, diese Content-Lösungen auf der zentralen Plattform "Dataconnector1" anzubieten, um Commerce-Prozesse zwischen Herstellern, Distributoren und Händlern zu erleichtern und relevante Informationen verfügbar zu machen.

### plugilo Inc.
Die Tochterfirma plugilo Inc. führt ein Netzwerk ein, das alle Handelskanäle (B2C, B2B, D2C) verbindet. plugilo ermöglicht es Marken, Händlern, Publishern und Kunden, Produktneuheiten und Highlights in kompakten Karten darzustellen. Es verwendet keine aufdringlichen Algorithmen oder Junk-Inhalte und gewährleistet den Schutz der Privatsphäre. Weitere Funktionen sind Newsletter ohne E-Mail-Abos, ein webübergreifender Warenkorb und eine Bookmark-Funktion zum Teilen. plugilo dient als Metaebene im Internet und vernetzt Informationen über verschiedene Kanäle, einschließlich moderner Systeme wie Künstlicher Intelligenz und Metaverse-Plattformen.

### Investoren
Zum 1. Juli 2024 konnte die DCI AG Michael Urban, einen angesehenen Top-Manager aus der ITK-Branche, als aktiven Investor gewinnen. Michael Urban wird vor allem die Expansion von plugilo in den USA vorantreiben.

## Aktionärsstruktur
Der Vorstandsvorsitzende Michael Mohr hält 36,95 %, seine Ehefrau Elisabeth Mohr 7,28 % der DCI AG, die restlichen Anteile befinden sich in Streubesitz.